# Lupeol

O lupeol é um triterpenóide, produtos naturais pertencentes à classe do terpenos, presente em frutas como mangas, uvas e morangos que de acordo com estudos recentes é um importante agente supressor de células cancerígenas da cabeça e pescoço.